# 秋田市八橋運動公園陸上競技場
秋田市八橋運動公園陸上競技場（あきたしやばせうんどうこうえんりくじょうきょうぎじょう）は、秋田県秋田市の八橋運動公園内にある陸上競技場兼球技場。施設は秋田市が所有し、秋田市教育委員会スポーツ振興課、Jリーグのブラウブリッツ秋田スポーツターフ事業部が運営管理を行っている。
秋田市に本社を置き、ゲームセンターの企画・管理運営を手がける株式会社ソユーが命名権を取得し、ソユースタジアム（略称「ソユスタ」）の名称を用いている（後述）。

## 施設概要
日本陸上競技連盟第2種公認の陸上競技場で、400 m×8レーンの全天候ウレタン舗装トラックと、107 m×71.5 mの天然芝インフィールドを有する。
2018年7月から2019年2月にかけて日本プロサッカーリーグ（Jリーグ）・ブラウブリッツ秋田のJ2ライセンス取得を念頭に改修工事が実施され（後述）、高さ41 m・LED照明45灯を備える照明塔4基（最大1500 Lx対応）と、8 m×14 m・650インチの大型映像装置が新たに整備された。事業費は9億3420万円。
収容人員はメインスタンド：8,700人、バックスタンド：4,300人、サイドスタンド：7,125人の合計20,125人となっているが、Jリーグ開催時はバックスタンドの一部（緩衝地帯）と両サイドスタンドの立見席を開放しないため、収容可能人員を18,528人としている。
なお2020年度は利用者の声を踏まえ、開放エリアをメインスタンド及びホーム側サイドスタンドのみとする予定

## 歴史
- 1941年9月：開場[1] (Jリーグスタジアム最古)
- 1961年4月：全面改修[1]
- 1981年5月：全面改修[1]
- 1985年8月：走路改修[1]
- 1995年5月：大規模改修[1]（Jリーグの公式戦を誘致するため[10]）。また、市民団体などが移動照明車の導入を目指して募金活動を行った。詳細は秋田市八橋運動公園硬式野球場#主なエピソードを参照。
- 1995年5月13日：日本プロサッカーリーグ（Jリーグ）の公式戦が初めて開催（ジェフユナイテッド市原×横浜マリノス）
- 2001年8月：走路等改修[1]
- 2001年8月：ワールドゲームズ2001のメインスタジアムとして使用
- 2001年9月：走路等改修[1]
- 2004年6月：
- 2005年8月：走路等改修[1]
- 2007年：第62回国民体育大会（秋田わか杉国体）の会場として使用
- 2010年10月：走路等改修[1]（トッピングトラック8レーンと直走路部分を改修[11]）
- 2012年11月：メインスタンド観覧席防水改修[1]
- 2019年3月：大型映像装置、夜間照明装置新設
- 2021年4月: ジャパンラグビートップリーグの日野レッドドルフィンズ vs キヤノンイーグルスの試合が行われた[12]。

## Jリーグの開催
初めて開催されたJリーグ公式戦は1995年5月13日のJリーグ1stステージ第16節のジェフユナイテッド市原vs横浜マリノスである。その後、鹿島アントラーズが1996年と1999年に、市原が1996年と2001年と2004年に、モンテディオ山形が2004年にホームゲームを開催した。
また、2013年までは当時JFL所属だったブラウブリッツ秋田がホームスタジアムの一つとして使用していたが、ブラウブリッツがJ3リーグ参入して以降は公園内にある秋田市八橋運動公園球技場（あきぎんスタジアム/A-スタ）をホームスタジアムとして登録していた。本競技場は収容人員こそJ1リーグ基準（15000人以上）を確保しているが、クラブライセンス制度に基づいたJ2リーグ以上の昇格に必要とされるスタジアム基準に適しておらず（照明設備の未整備など）、ブラウブリッツのJリーグ準加盟の際にはスタジアム改修に対して約2万人の署名を集め、改修の検討を関係する自治体に要望していた。なお、J3リーグでは一部ライセンス基準が異なることもあり、2015年以降はブラウブリッツ主管の試合が1試合ずつ開催されている。
2017年、クラブがJ2昇格の成績上での条件を満たしていながらスタジアムの設備要件からJ2昇格が叶わない状況を受けて、秋田県が中心となって将来的なサッカー専用スタジアム建設を見据えた検討委員会を設置、2018年1月に提言をまとめている。ただし、秋田県知事の佐竹敬久が費用面や技術面、複合型スタジアムとしていること等からこの提言の内容に懸念を示し、建設の方向性が不透明なこともあり、秋田市が暫定的な措置として本陸上競技場のライセンス充足のための大規模改修を検討。2018年2月補正予算案に、ナイター照明灯、大型映像装置の新設、ロッカールーム、ドーピング室改修などを盛り込んだ計画を盛り込み、これが市議会で承認されたことで改修工事に着手した。2019年のライセンス申請に当たって、ブラウブリッツ秋田は本陸上競技場を本拠地としてJ2ライセンスを申請、これが承認されてJ2ライセンスを取得した（2019年は本拠登記はA-スタのままではあったが、実質的にソユスタに本拠地を移転させており、2020年から正式な本拠登記もソユスタに変更された）。ただしJリーグライセンスのB等級とされる「スタジアムの屋根の敷設率」「トイレの総台数」が基準を満たしていないため、Jリーグより改善勧告を受けている。
結果的に2021年シーズンにJ2昇格を果たした。

### Jリーガーからサインを貰えるスタジアム
Jリーグ最古のスタジアムであり、バックスタンドからゴール裏にかけてスタンドが低くピッチと客席の敷居も低い。よって選手が容易に客席にアクセス出来るため、ブラウブリッツ勝利、秋田オーレダンス後にサインを行うファンサービスが2023年3月12日の千葉戦から復活した。高校サッカー・ラグビーの県決勝戦で優勝の瞬間観客がなだれ込むストーミングは日常茶飯事となっていた。

## 命名権
秋田市では八橋運動公園の各施設に続いて、2018年12月から施設命名権を募集。契約金額年間500万円以上という条件で募集したが締め切りを延長しても応募がなく、2019年2月に契約金額年間の下限額を300万円以上にまで引き下げて再募集したところ2社から応募があり、両者を比較した上で、2019年3月7日に、秋田市に本社を置くアミューズメント施設の企画運営を手がける株式会社ソユーに命名権を付与することを発表した。命名権による名称は「ソユースタジアム」（英語: SOYU STADIUM、略称：ソユスタ）で、契約期間は2019年4月1日からの3年間、契約額は350万円。

## 交通

### バス
- JR秋田駅西口より秋田中央交通バス「県立プール線・臨海営業所線・県庁経由大川反車庫線・寺内飯島北線・県庁経由秋田厚生医療センター線・泉八橋環状線（八橋回り）」で「文化会館・八橋球場前」下車、徒歩5分[1][23]

### 自動車
- 秋田自動車道・秋田中央インターチェンジより8km（約20分)[1][23]。八橋運動公園内、秋田県庁、秋田市役所の駐車場が利用可能（県庁・市役所駐車場は平日を除く）。

## 周辺
- 秋田市八橋運動公園硬式野球場
- 日吉八幡神社
- 秋田市八橋運動公園球技場
- 秋田県立体育館
- 秋田県立図書館
- 秋田県生涯学習センター
- 秋田県児童会館
- 秋田市保健所
- サンライフ秋田

## ギャラリー

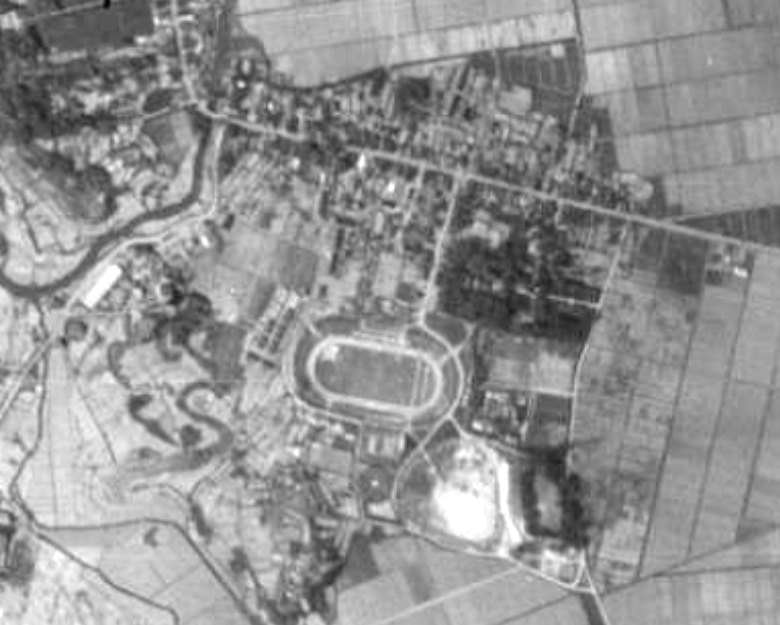
1948年の八橋運動公園
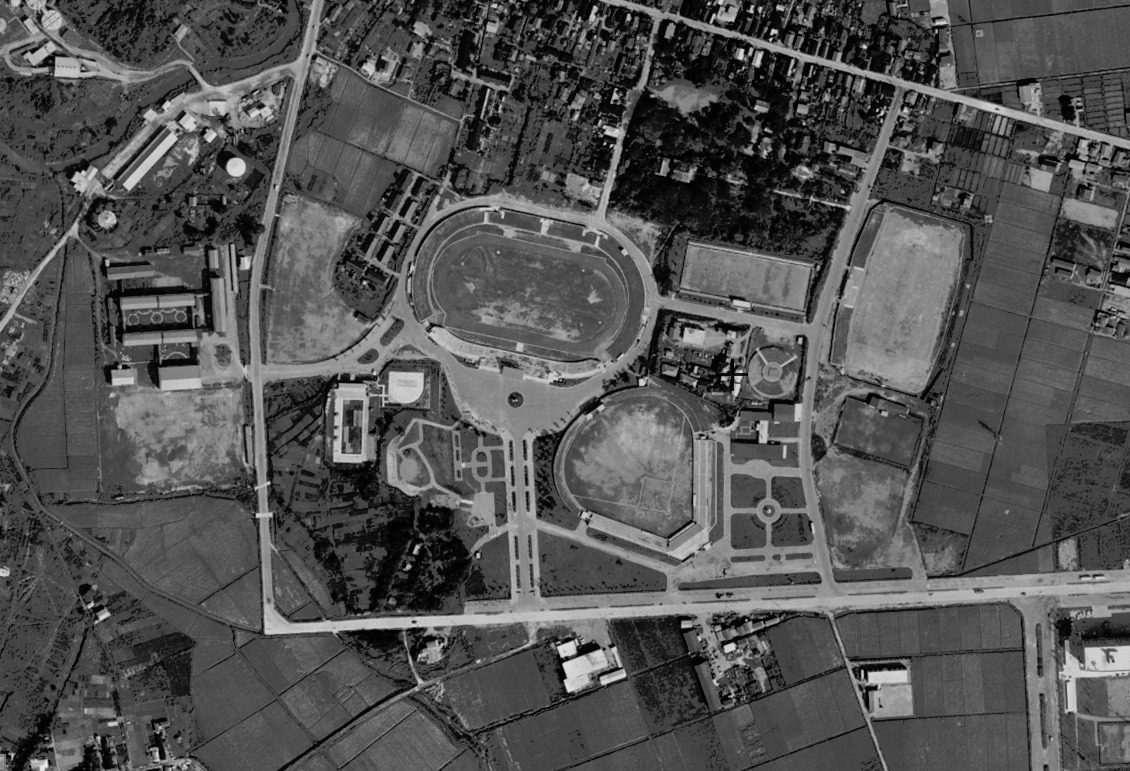
1960年代の八橋運動公園
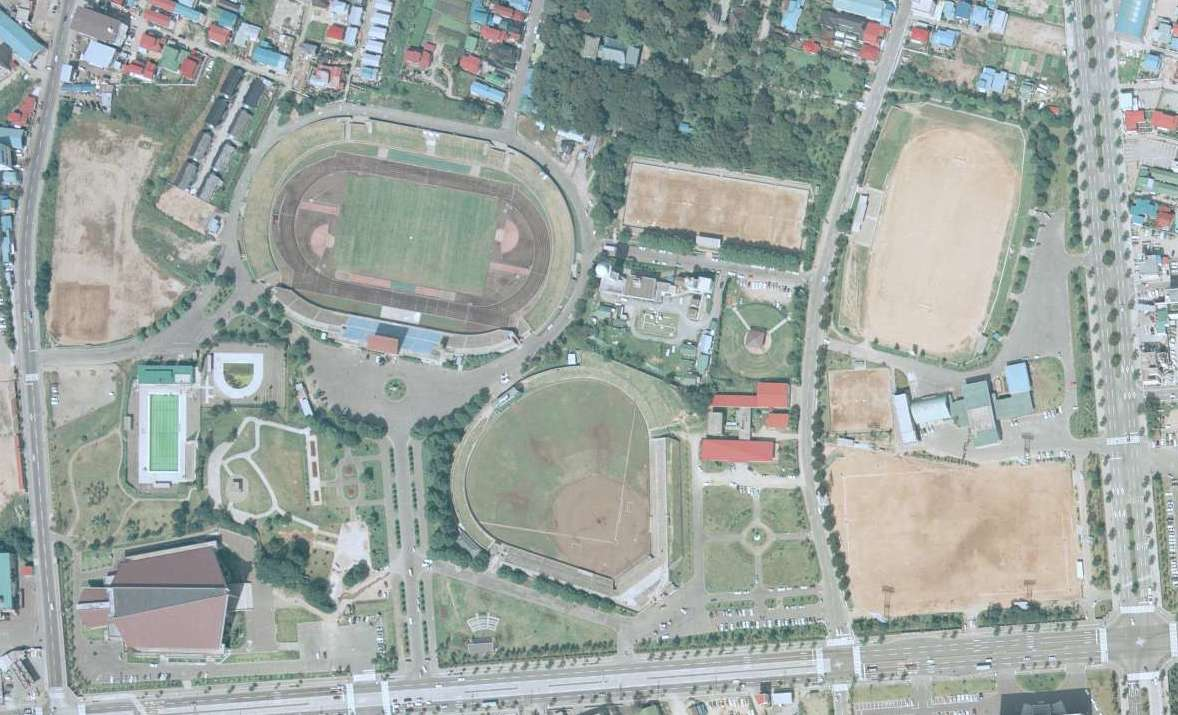
1975年の八橋運動公園